# Гап'юк Ярослав Федорович
Ярослав Федорович Гап'юк (7 вересня 1948, с. Горигляди, нині Україна — 16 травня 2016, м. Тернопіль, Україна) — український педагог, науковець, видавець, громадський діяч. Кандидат педагогічних наук, доцент. Депутат Тернопільської міської ради (1990). Почесний громадянин міста Тернополя (2018, посмертно).

## Життєпис
Ярослав Гап'юк народився 7 вересня 1948 року у селі Гориглядах, нині Коропецької громади Чортківського району Тернопільської области України.
Закінчив Тернопільський педагогічний інститут (1970, нині національний університет). Працював у Хоростківській середній школі, Тернопільському педагогічному інституті (доцент, завідувач катедри, голова профспілкового комітету).
Засновник видавництва «Підручники і посібники» (1994; разом із Я. Гринчишиним).
Помер 16 травня 2016 року в місті Тернополі.

## Доробок
Автор понад 30 наукових робіт, підручників, посібників з методики математики.